# Yosano
Yosano (jap. 与謝野町 Yosano-chō) – miasto w Japonii, na wyspie Honsiu, w prefekturze Kioto. Według danych na rok 2020 miejscowość zamieszkiwało 20 092 mieszkańców , a gęstość zaludnienia wyniosła 185,4 os./km².